# 147 av. J.-C.
Cette page concerne l'année 147 av. J.-C. du calendrier julien proleptique.

## Événements
- 18 décembre 148 av. J.-C. (1er janvier 607 du calendrier romain) : début à Rome du consulat de Publius Cornelius Scipio Aemilianus Africanus et Caius Livius Drusus[1]. Le peuple use de son droit de décerner à titre extraordinaire le commandement d’une armée en le donnant à Scipion Émilien pour la guerre en Afrique avant l’âge légal[2].
  - 322 000 citoyens romains[3].
- Printemps : le consul Scipion Émilien arrive en Afrique. Il renforce le blocus de Carthage en barrant l'isthme par une fortification et en barrant le port par une digue. Les tentatives des assiégés pour briser le barrage du port échouent[4].
- Été : la Macédoine soumise, le Sénat romain transmet aux Achéens à Corinthe un senatus-consulte leur enjoignant de détacher de la Ligue achéenne Sparte et Héraclée Trachinienne (en Grèce centrale) qui réclament leur indépendance, mais aussi Corinthe, Argos, Orchomène d'Arcadie qui n'en veulent pas. Les Achéens, indignés, refusent de recevoir à l'automne une seconde délégation romaine[5]. Ils prennent les armes contre Sparte sous le commandement du général de la Ligue achéenne, Critolaos de Mégalopolis. Metellus marche contre eux.
- Début de l’hiver 147-146 av. J.-C. : Scipion Émilien assiège et s’empare de Néphéris, base arrière des troupes puniques[6].

- Révolte des Lusitaniens menée par Viriathe contre les légions romaines. Le préteur d'Hispanie ultérieure Caius Vetilius, à la tête de dix mille fantassins et treize cents cavaliers, est battu et tué à Tribola, au sud d'Osuna, en Turdétanie. Les Lusitaniens feignent la fuite, entraînent les Romains dans des taillis denses où ils ont dressé une embuscade[7]. 4 000 soldats romains sont tués[8].
- En Syrie, Démétrios cherche à reconquérir le trône de son père Démétrios Ier Sôter avec l’appui d’Apollonios, gouverneur de Cœlé-Syrie. Apollonios se retourne vers l'hasmonéen Jonathan, allié d'Alexandre Ier Balas, mais est défait entre Joppé et Azôt. Jonathan pille Azôt et son temple de Dagon, puis reçoit la soumission d’Ascalon. Pour le récompenser de cette victoire, Balas cède Éqron et son territoire à Jonathan[9].

## Naissances
- Lokaksema, traducteur de textes bouddhiques en chinois.